# Stedocys xiangzhouensis
Espèce
Stedocys xiangzhouensis est une espèce d'araignées aranéomorphes de la famille des Scytodidae.

## Distribution
Cette espèce est endémique du Guangxi en Chine,. Elle se rencontre dans une grotte du xian de Xiangzhou.

## Description
Le mâle holotype mesure 7,80 mm et la femelle paratype 9,41 mm.

## Étymologie
Son nom d'espèce, composé de xiangzhou et du suffixe latin -ensis, « qui vit dans, qui habite », lui a été donné en référence au lieu de sa découverte, le xian de Xiangzhou.

## Publication originale
- Wu, Luo & Li, 2017 : Nine new species of the spider genus Stedocys (Araneae, Scytodidae) from China and Thailand. Zoological Research, vol. 52, no 5, p. 215-242 (texte intégral).